# Rover Light Six
La Rover Light Six est une automobile produite de 1927 à 1932 par le constructeur anglais Rover. Elle est particulièrement connue pour avoir remporté l'une des courses du Train bleu en 1930.